# Qin-dynastiet
Qin-dynastiet (秦朝, 221 – 207 f.Kr.) er et kinesisk dynasti, der fulgte efter Zhou-dynastiet (ca. 1100 – 256 f.Kr.) og blev efterfulgt af Han-dynastiet (206 f.Kr. – 220 e.Kr.) i Kina.
Ordet Qin er en af flere mulige oprindelser til det vestlige landenavn Kina.

Kinas samling i år 221 f.Kr. under den første kejser, Qin Shi Huangdi (秦始皇帝, 259-210 f.Kr.) markerede begyndelsen af det kejserlige Kina, en periode som skulle vare frem til Qing-dynastiets endelige sammenbrud i 1912. Qin-dynastiet efterlod sig en centraliseret og bureaukratisk stat, som blev videreført af alle efterfølgende dynastier.
Qin-staten var en del den store Zhou-stat. Da Zhou-riget faldt, fik Qin mulighed for ekspansioner, og landet blev den største magt i den vestlige del af det tidligere Zhou-rige. I 247 f.Kr. steg Kong Zheng på tronen med hjælp fra sine to rådgivere, Lü Buwei og Li Si. Kong Zheng var på dette tidspunkt kun 9 år. Qin-staten erobrede de omkringliggende riger og blev et mægtigt rige (fra 221 f.Kr.). Kong Zheng udråbte sig selv til den første kejser af Kina i 221 f. Kr. og tog navneforandring til Shi Huangdi. Shi betyder første, altså den første kejser, og Huangdi betyder ophøjede kejser, men huang er også et betegnelse, som man brugte om tre legendariske helte fra fortiden, dem, der "grundlagde" Kina, og Di er det nærmeste, man kom det guddommelige. (I Shang-riget dyrkede man en gud ved navn Di. Det var den højeste af guderne.) Så navnet henviste ikke bare til den første suveræne kejser, men også til noget overmenneskeligt.